# Alcoólicos Anónimos

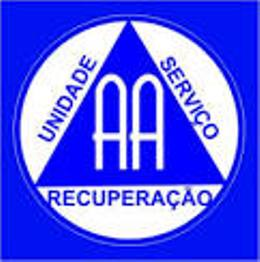

Os Alcoólicos Anónimos (português europeu) ou Alcoólicos Anônimos (português brasileiro) (AA) são uma comunidade com carácter voluntário de pessoas que se reúnem para alcançar e manter a sobriedade através da abstinência total de ingestão de bebidas alcoólicas.
Estes grupos autónomos que surgiram inicialmente em Akron, nos Estados Unidos da América tiveram a sua raiz em 1935 quando Bill Wilson, um corrector da bolsa de Nova Iorque, e Dr. Robert Holbrook Smith, um cirurgião de Ohio com um grave problema de alcoolismo, decidiram criar uma comunidade de entreajuda (ajuda mútua/Recíproca) para apoiar os que sofrem deste problema e para se manterem eles próprios sóbrios. Eventualmente os AA difundiram-se por todo o globo.
Sem carácter religioso, porém espiritual, incorporou muitos princípios de diversas religiões, a comunidade recebe pessoas de todas as doutrinas. Sobrevive financeiramente através dos seus próprios membros que contribuem espontaneamente, não aceitando financiamento proveniente de fora da própria Irmandade.

## Funcionamento
Alcoólicos Anônimos funciona com base no Programa de 12 passos, 12 tradições e 12 conceitos e fundamenta-se no anonimato de seus membros. A irmandade divide-se em grupos locais, que realizam reuniões regulares nas quais os participantes conversam sobre suas experiências com o alcoolismo e com o tratamento da doença. Para ser membro de A.A., o único requisito é ter o desejo de parar de beber.
No Programa de 12 passos, é utilizada a oração da serenidade como um meio de aceitação e superação.

## Críticas
Os Alcóolicos Anônimos já foram acusados de funcionarem como um culto, terem uma taxa de 0% de sucesso em comparação à recuperação espontânea e a incentivarem indiretamente que seus membros continuem viciados.

## A.A. em filmes
- When a Man Loves a Woman — esposa de um piloto de uma companhia aérea participa das reuniões do AA em uma instalação de tratamento.
- Clean and Sober — viciado visita reunião de AA.
- Days of Wine and Roses — casal luta com o alcoolismo, a personagem principal participa de reuniões do movimento no filme.
- Flight — personagem principal salva avião sob o efeito de drogas e álcool, e depois participa das reuniões com sua namorada que é líder do movimento.[5]
- When Love Is Not Enough: The Lois Wilson Story - filme biográfico de Bill Wilson e esposa, exibido na televisão estadunidense pela primeira vez em 2010
- A Garota no Trem — Assim como no livro que originou o filme, Rachel, a protagonista, participa de poucas reuniões da A.A.

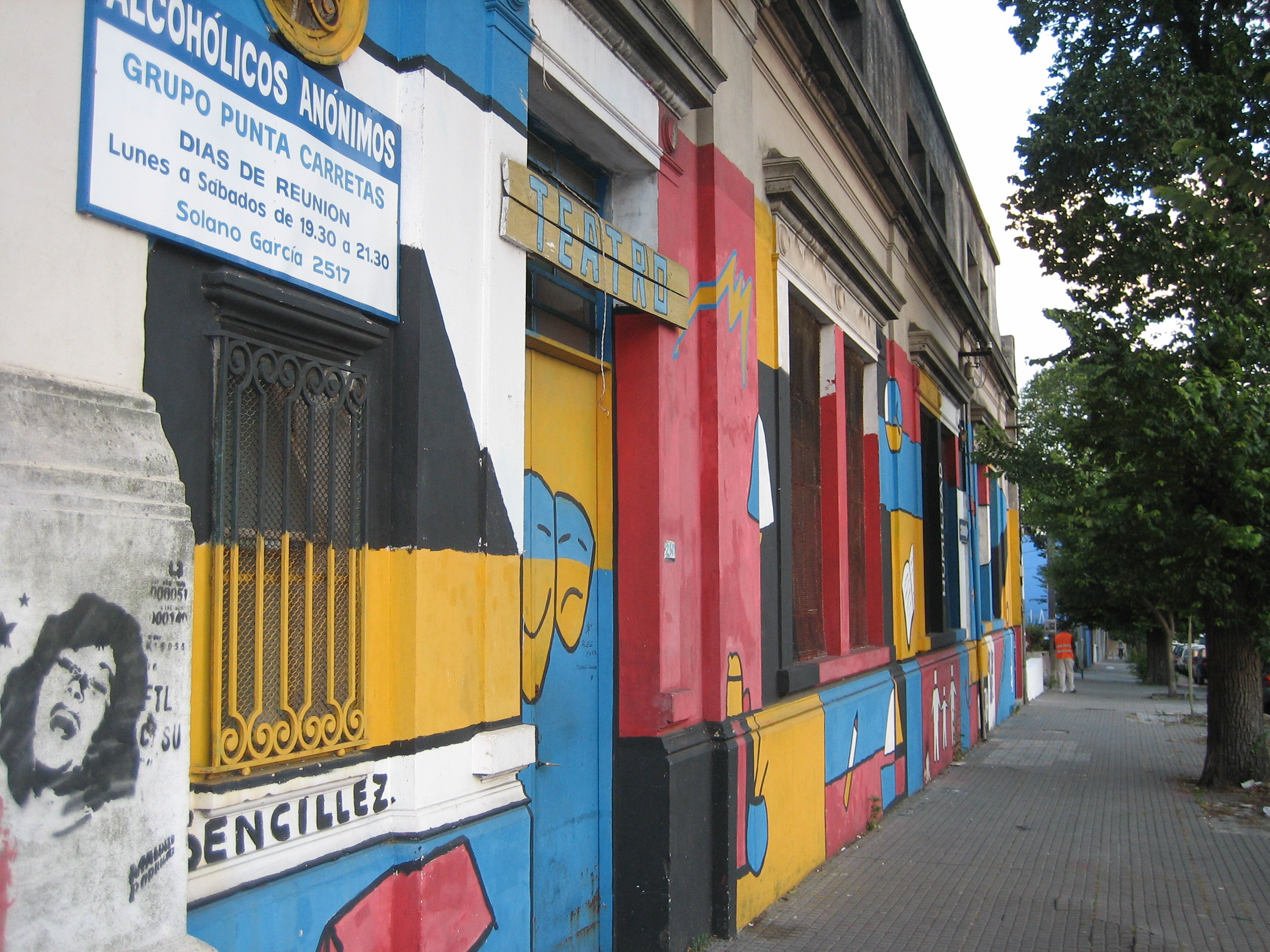
Sede dos Alcoólicos Anônimos em Montevidéu, Uruguai